# Food, Inc.
Food, Inc. là một phim tài liệu sản xuất năm 2008 do Robert Kenner - người từng đạt giải thưởng Emmy - làm đạo diễn. Nội dung bộ phim nói về lĩnh vực nông nghiệp tập đoàn tại Hoa Kỳ và qua đó khẳng định rằng nền nông nghiệp như vậy là có hại cho sức khỏe con người, có hại cho môi trường và mang tính chất ngược đãi, bóc lột các gia súc, gia cầm cũng như các công nhân làm việc trong ngành. Michael Pollan và Eric Schlosser đóng vai trò "người dẫn truyện" trong bộ phim.

## Nội dung
Phần đầu tiên của bộ phim nói về ngành công nghiệp sản xuất thịt (thịt heo, bò, gà), nhận xét nền công nghiệp sản này là vô nhân đạo và không bền vững về mặt môi trường. Phần thứ hai nói về ngành công nghiệp sản xuất ngũ cốc và hoa màu (chủ yếu là ngô và đậu nành) và một lần nữa nhấn mạnh là nó không bền vững về mặt môi trường. Phần cuối của bộ phim nói về sức mạnh kinh tế và sức mạnh luật pháp - tỉ như luật nhãn hiệu thực phẩm - của các công ty thực phẩm lớn, lợi nhuận của các công ty này chủ yếu đến từ việc cung cấp các loại thực phẩm rẻ nhưng độc hại, việc lạm dụng các chất hóa học chiết xuất từ dầu hỏa (chủ yếu trong thuốc trừ sâu và phân bón hóa học) và việc quảng bá mạnh mẽ sự tiêu thụ các loại thực phẩm có hại trong dư luận Hoa Kỳ. Bộ phim cũng cho thấy một số công ty lớn như Wal-Mart đang chuyển đổi dần về việc kinh doanh các loại thực phẩm có nguồn gốc hữu cơ, điều này có nghĩa là ngành công nghiệp thực phẩm có xu hướng phát triển mạnh theo chiều "có lợi cho sức khỏe" trước các phòng trào vì sức khỏe và môi trường gần đây.

## Những người được phỏng vấn trong bộ phim
- Patricia Buck
- Diana DeGette
- Vince Edwards
- Phil English
- Gary Hirshberg
- Larry Johnson
- William P. Kealey
- Barbara Kowalcyk
- Richard Lobb
- Carole Morison
- Orozco Family
- Moe Parr
- Eduardo Peña
- Stephen R. Pennell
- Michael Pollan
- Michael Renov
- Eldon Roth
- Troy Rousch
- David Runyon
- Joel Salatin
- Eric Schlosser
- Rosa Soto
- Allen Trenkle

## Sản xuất
Michael Pollan đóng vai trò cố vấn và ông cũng xuất hiện trong phim. Eric Schlosser là nhà đồng sản xuất và cũng xuất hiện ở trong phim. Participant Media là công ty sản xuất phim. Đoàn làm phim đã bỏ mất 3 năm để hoàn thành sản phẩm của mình. Đạo diễn Kenner khẳng định rằng, phần lớn chi tiêu của ông trong bộ phim này là dành cho việc bảo vệ bản thân trước việc kiện tụng của các công ty sản xuất thực phẩm, thuốc trừ sâu, phân bón hóa học và các công ty khác có ý muốn chống đối bộ phim.
Một chiến dịch quảng bá quy mô lớn cũng được tiến hành để giới thiệu bộ phim đến với công chúng. Ví dụ, một quyển sách cùng tên đã được phát hành vào tháng 5 năm 2009. Stonyfield Farm, một nhà sản xuất sữa chua có nguồn gốc hữu cơ tại New Hampshire đã quảng bá cho bộ phim này bằng cách in thông tin về phim trên bao bì của 10 triệu cốc sữa chua của hãng vào tháng 6 năm 2009.

### Phát hành và doanh thu
Bộ phim được trình chiếu tại Liên hoan phim Thật/Giả tổ chức tại Columbia, Missouri vào tháng 2 năm 2009. Nó cũng được trình chiếu ở vài liên hoan phim trong mùa xuân năm đó trước khi chính thức phát hành ra thị trường Hoa Kỳ vào ngày 12 tháng 6 năm 2009 ở Thành phố New York,, Los Angeles và San Francisco. Doanh thu của nó đạt 61.400 Mỹ kim trong tuần đầu tiên. Sau đó bộ phim được chiếu tại 51 rạp chiếu bóng khác trên các thành phố lớn của Hoa Kỳ và Canada vào ngày 19 tháng 6. Trong tuần phát hành thứ 2, thêm 280.000 Mỹ kim được thên vào doanh thu của nó.
Theo dự kiến, bộ phim sẽ được trình chiếu tại Anh vào mùa hè năm  nhưng ngày phát hành của nó đã bị hoãn lại đến ngày 12 tháng 2 năm 2010.

## Phản ứng
Theo bộ phim, nhiều công ty thực phẩm lớn Công ty Monsanto, Tyson Foods, Smithfield Foods, Perdue Farms,... đã được đoàn làm phim mời phỏng vấn nhưng tất cả đều từ chối. Về phía mình, Monsanto nói rằng công ty này đã mời đoàn làm phim, đến xem một buổi triển lãm hàng hóa, tuy nhiên họ khẳng định rằng they were denied press credentials tại sự kiện đó và không được phép tham gia and were not permitted to attend. Một số công ty thực phẩm (đứng đầu bởi Viện Thịt Hoa Kỳ) đã cùng thành lập trang mạng SafeFoodInc.org, nhằm phản ứng lại những cáo buộc mà bộ phim đưa ra. Monsanto cũng thành lập trang mạng riêng của họ có nội dung chuyên đề cập đến những cáo buộc của bộ phim về các sản phẩm của công ty. Công ty Cargill thì thông báo trên Minneapolis Star Tribune rằng họ sẵn sàng tiếp nhận "những quan điểm khác nhau về cách thức mà nền nông nghiệp toàn cầu có thể nuôi sống thế giới trong khi hạn chế tối đa ảnh hưởng đến môi trường, đảm bảo an toàn thực phẩm và khả năng tiếp cận nguồn thực phẩm và cung cấp những công việc có ý nghĩa trong cộng đồng nông nghiệp.", tuy nhiên Cargill đã chỉ trích bộ phim về việc nó nêu ra những giải pháp mang tính chất "một giải pháp dùng cho tất cả mọi tình huống" trong khi yêu cầu thực tế - việc nuôi sống 6 tỉ dân trong đó các cộng đồng dân cư có tính chất, đặc điểm, hoàn cảnh rất khác nhau - thì lại rất phức tạp và không thể áp dụng một khuôn mẫu duy nhất cho tất cả trường hợp như vậy được.
Chuỗi cửa hàng thức ăn nhanh Chipotle cũng phản ứng trước nội dung của bộ phim bằng việc cung cấp các đoạn phim về quá trình kinh doanh của các chi nhánh của nó, qua đó muốn nêu ra thông điệp rằng cách kinh doanh của họ khác với cách làm của các công ty mà bộ phim nêu ra và phù hợp với tôn chỉ bảo đảm an toàn thực phẩm và môi trường.
Đạo diễn Robert Kenner thanh minh rằng ông không có ý định công kích toàn bộ nền sản xuất thực phẩm hiện tại, như trong một bài phỏng vấn ông nói: "Tất cả những gì chúng tôi muốn là tính minh bạch và một cuộc thảo luận tích cực về tất cả các vấn đề này." Cũng trong buổi phỏng vấn này, ông nói "...cả một hệ thống như thế này tồn tại do chính phủ đã trợ cấp cho một số công ty cỡ lớn như corn. Nó là một dạng chủ nghĩa xã hội khiến chúng tôi phát ớn."
On ngày 10 tháng 6 năm 2009, REACT to FILM screened Food, Inc. at the SoHo House in Manhattan, NY followed by a moderated Q&A with executive producer Eric Schlosser.

## Đánh giá
Nhìn chung, bộ phim được giới phê bình đánh giá cao, với mức độ đánh giá tổng hợp lên tới 96% tên Rotten Tomatoes, và 80/100 trên Metacritic. Staten Island Advance nhận xét bộ phim là "xuất sắc" và "đúng mực", kết luận rằng: "Phim tài liệu phát huy tác dụng khi chúng giúp ta khai sáng đầu óc, thay đổi cách suy nghĩ của ta, điều này cho thấy Food, Inc. là một thành công thực sự và là một bộ phim đáng xem." Toronto Sun miêu tả bộ phim là "tuyệt vời" và "hoàn toàn có sức cuốn hút". San Francisco Examiner cũng đưa ra những đánh giá tích cực tương tự, nhận xét bộ phim "đặc sắc về mặt hình ảnh" và là "một trong những bộ phim quan trọng nhất của năm" Tờ báo nhận định sự tiếp cận của hình ảnh tới chủ đề đang tranh cãi mang ý nghĩa "một lời kêu gọi vô tư đến cách nhìn nhận thông thường" và tán thưởng "sự nghiên cứu cẩn trọng và lời bình luận công bằng, sâu sắc" của bộ phim. Los Angeles Times cũng ca ngợi kỹ thuật quay phim của Food, Inc.'s và nhận xét bộ phim là "hùng hồn" và "cần phải xem" Montreal Gazette chú giải rằng mặc dù bộ phim chỉ tập trung nói về nền công nghiệp thực phẩm Bắc Mỹ, tuy nhiên bất cứ ai sống ở một quốc gia có nền sản xuất thực phẩm quy mô lớn đều nên xem bộ phim này. Tờ báo cũng cho rằng Food, Inc. "đáng để xem" nhưng khuyến cáo về một số cảnh phim "không dành cho người yếu tim". St. Louis Post-Dispatch nhận định nhiều phim tài liệu và sách báo khác cũng nghiên cứu về vấn đề tương tự trong quá khứ, tuy nhiên Food, Inc. vẫn có giá trị vì: "Lĩnh vực thực phẩm đã được trình bày trong một bộ phim ít tham vọng hơn như King Corn, một bộ phim tham vọng hơn như The Corporation, động chạm đến sự đe dọa của các công ty đa quốc gia; tuy nhiên bộ phim này đánh trúng chỗ "ngọt" của vấn đề và thể hiện nó với phong cách riêng biệt." Tờ báo kết luận rằng phần có sức mạnh nhất của bộ phim tập trung vào chính sách của Monsanto trong việc thực thi các biện pháp "đúng theo pháp luật" nhằm "trừng trị" các nông dân mà họ cho rằng đã lén lút lưu giữ, bán và trồng các hạt giống do Mosanto nắm giữ bản quyền - điều trái với hợp đồng giữa công ty và các nông dân là không được tự ý lưu giữ và bán các cây trồng từ hạt giống của Monsanto.
San Francisco Chronicle đánh giá bộ phim là "có sự tinh ý đối với kịch tính" và kết luận rằng: "...bộ phim liên tiếp tung ra những khoảnh khắc chấn động, giải thích các quan điểm của nó với một sức mạnh của một cái cào bùn đang hoạt động cẩn thận và không ngưng nghỉ, cố gắng thức tỉnh hay ít nhất lay động một cộng đồng đang mơ ngủ." Environmental Blog đồng tình với thông điệp của bộ phim và thuyết phục người xem "biểu quyết để thay đổi hệ thống hiện tại." Tuy nhiên một số ý kiến khác có cách đánh giá tiêu cực hơn. Một nhà bình luận trên Forbes nhận xét rằng bộ phim rất thuyết phục nhưng không hoàn chỉnh vì "không thành công trong việc nêu ra phương pháp giúp chúng ta nuôi sống đất nước - hay cả thế giới" dựa trên một hình mẫu nông nghiệp bền vững mà những người làm phim đang muốn hướng tới, và nó cũng không thành công trong việc đề cập đến các vấn đề về chi phí và khả năng thực hiện. The Washington Times cho rằng bộ phim còn nhiều hạn chế vì một số thành viên thuộc ban quản trị của các tập đoàn thực phẩm mong muốn được phỏng vấn trong các bộ phim tài liệu như thế (nhưng đã không được phỏng vấn), mặc dù tờ báo đồng ý rằng những người làm phim đã nỗ lực để xây dựng bộ phim sao cho thật cân bằng.

### Giải thưởng
Bộ phim được xếp hạng 4 (đồng hạng với phim Facing Ali) trong danh sách các phim tài liệu xuất sắc nhất trong Liên hoan phim quốc tế Seattle lần thứ 35.
Bộ phim được đề cử giải thưởng "Phim tài liệu xuất sắc nhất" trong Giải Oscar lần thứ 82, nhưng bị phim The Cove đánh bại.